# In nomine Domini
In nomine Domini (łac. W imię Pańskie) – dekret papieża Mikołaja II wydany 13 kwietnia 1059 roku podczas synodu laterańskiego. Dotyczył sposobu wyboru papieża i wprowadził jego wybór przez kardynałów.